# Ligamentum plantare longum

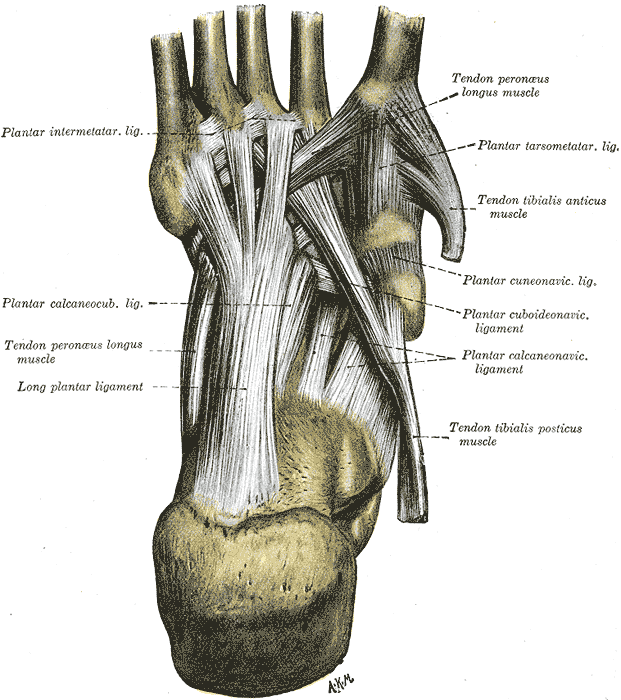
Fotens ligament.

Ligamentum plantare longum är ett hållfast ligament på fotens undersida. Ligamentet sträcker sig mellan hälbenet (os calcaneus) och tärningsbenet (os cuboideum) och laterala mellanfotsbenens (metatarsalbenens) bas 
Ligamentet ger ett passivt stöd åt hålfoten (arcus pedis longitudinalis).